# 南城区街道 (博乐市)
南城区街道，是中华人民共和国新疆维吾尔自治区博尔塔拉蒙古自治州博乐市下辖的一个乡镇级行政单位。

## 行政区划
南城区街道下辖以下地区：
南城社区和滨河社区。